# 朗芮區政府

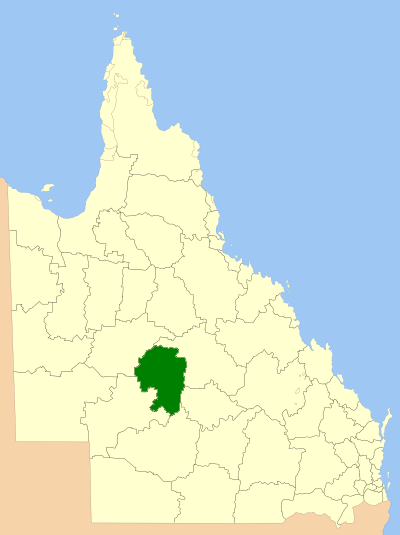
朗芮區於昆士蘭州轄境圖

朗芮區是澳大利亞昆士蘭州西部的地方政府；2008年，由3個地方政府合併而成，轄境有40,638平方公里，所統籌的政府預算有澳幣2230萬；2006年，人口有4,664人。

## 外部連結
- 朗芮區政府－行政改革委員會